# Paulo Jamelli
Paulo Jamelli, född 22 juli 1974, är en brasiliansk tidigare fotbollsspelare.
Paulo Jamelli spelade fem landskamper för det brasilianska landslaget. Han deltog bland annat i Concacaf Gold Cup 1996.